# Sex Machina: A XXX Parody
Sex Machina: A XXX Parody ist eine amerikanische Porno-Parodie auf den britischen Film Ex Machina.

## Handlung
Als ein junger Hacker die Reise seines Lebens zu einer geheimen Anlage gewinnt, die einem der Tech-Genies der Welt gehört, lernt er wichtige Lehren über seine eigene Menschlichkeit.
Es gibt fünf Sex-Szenen in diesem Film. Die Eröffnungsszene zeigt den jungen und brillanten Mann Caleb, der an einem privaten Berg-Retreat ankommt, wo er an einem seltsamen und faszinierenden Experiment teilnehmen wird, in dem er mit einer Roboter-Frau interagieren muss. Aber zuerst macht er die Bekanntschaften mit der Gastgeberin, von Mia Lelani gespielt, einem Cougar. Später trifft Caleb die Roboter-Frau zum ersten Mal. Bevor sie intim werden können, werden zuerst Eva Lovia und Jayden Cole in einer lesbischen Szene gezeigt. In der nächsten Szene dreht sich alles um die Roboter-Frau, gespielt von Aria Alexander. Sie repräsentiert die erste wahre künstliche Intelligenz der Welt. Die vierte Szene beinhaltet einen Dreier mit einer anderen Roboter-Frau, gespielt von Kat Dior, sowie Ryan Ryder und Tommy Gun. Sie werden dann vom CEO des Unternehmens und seiner Assistenten Mia Lelani unterbrochen. In der fünften und letzten Szene sind Aria Alexander und Eva Lovia in einem Dreier mit Caleb zu sehen, der die Roboter-Frauen vor dem CEO gerettet hat, wofür die beiden Frauen ihm danken.

## Nominierungen
Die Hauptdarstellerin Aria Alexander wurde 2017 bei den AVN Awards für ihre Leistung in Sex Machina in der Kategorie „Best Actress“ nominiert. Sie wurde bei den XBIZ Awards in der Kategorie „Best Actress – Parody Release“ nominiert. Auch bei den XRCO Awards wurde sie in der Kategorie „Best Actress“ nominiert.